# Temporada 2014-15 del Básquetbol chileno
La Temporada 2014-15 del básquetbol chileno abarcó todos los torneos de básquetbol profesional y amateur, nacionales e internacionales, disputados por clubes chilenos durante el período z entre finales de abril de 2014 y febrero de 2015.

## Torneos Nacionales
El campeón de la LNB 2014-15 fue el club Colo Colo, el cual clasificó para la Liga Sudamericana de Clubes 2015 en su calidad de campeón. El campeón de Copa Chile 2014 fue la Universidad de Concepción, que venció a Osorno Básquetbol en la final a partido único de la copa.
| Categoría                | Campeonato      | Campeón                   |
| ------------------------ | --------------- | ------------------------- |
| Liga Nacional            | LNB 2014-15     | Colo Colo                 |
| Liga Nacional Femenina   | LINBAF 2015     | Leones de Quilpué         |
| LIDEBA                   | LIDEBA 2014     | Tinguiririca San Fernando |
| Copa Chile de Básquetbol | Copa Chile 2014 | Universidad de Concepción |

| Clasificado para la Liga Sudamericana de Clubes 2015 |

## Torneos Regionales
Los 2 primeros torneos del año fueron la Libcentro 2014 y Liga Saesa 2014, coronándose como campeones la Universidad de Concepción y Osorno Básquetbol, los cuales clasificaron para jugar la Copa Chile 2014, que ganaría el cuadro estudiantil.
| Categoría  | Campeonato      | Campeón                   |
| ---------- | --------------- | ------------------------- |
| Libcentro  | Libcentro 2014  | Universidad de Concepción |
| Liga Saesa | Liga SAESA 2014 | Osorno Básquetbol         |

## Torneos Juveniles
| Categoría           | Campeonato               | Campeón          |
| ------------------- | ------------------------ | ---------------- |
| Campioni del Domani | Campioni del Domani 2014 | Español de Talca |

## Torneos internacionales
El club Tinguiririca San Fernando ganó el derecho de participar en la Liga Sudamericana de Clubes 2014 tras ser el campeón de la Liga Nacional de Básquetbol 2013-14, mientras que el club Los Leones de Quilpué participó como invitado de la Federación de Básquetbol de Chile al ser el único equipo interesado en dicha propuesta.
| Categoría                   | Campeonato | Representante             |
| --------------------------- | ---------- | ------------------------- |
| Liga Sudamericana de Clubes | LSC 2014   | Tinguiririca San Fernando |
| Liga de las Américas        | LDA 2015   | Leones de Quilpué         |